# Look Up (альбом Mod Sun)
| Оценки критиков | Оценки критиков |
| Источник        | Оценка          |
| --------------- | --------------- |
| AllMusic        | [ 1 ]           |

Look Up (с англ. — «Посмотри вверх») — дебютный студийный альбом американского музыканта Mod Sun (Derek Ryan Smith), выпущенный 10 января 2015 года на лейбле Rostrum Records. В записи приняли участие Machine Gun Kelly, Трэвис Баркер, G-Eazy, и другие. Альбом возглавил чарт Billboard Heatseekers Albums и вошёл в десятку лучших в Top Alternative Albums и Independent Albums.

## Отзывы
Альбом получил положительные отзывы музыкальной критики и интернет-изданий.
Дэвид Джеффрис из AllMusic отметил, что «Выходец из Миннеаполиса, бывший барабанщик пост-хардкор-групп Four Letter Lie и Scary Kids Scaring Kids, он же Дерек Смит или Mod Sun, звучит как полная противоположность своей биографии. Его дебютный альбом Look Up — это залитый солнцем поп-рэп, или, как его называет Мод, хиппи-хоп, как если бы Крис Уэбби и Шон Кингстон смешали свою генетику, а радио предлагало бы только приятные хуки и айри-вибрации 24-7. „Goddess“ — лучший пример того, как Mod Sun может читать позитивный рэп, используя при этом развязность в стиле Maroon 5 и поп-стиль регги, а „Howlin at the Moon“ — менее ямайская, более калифорнийская версия той же сладости с лёгким EDM в качестве предклубного гимна. Темы здесь лёгкие и воздушные, и все же эти певучие тексты — хороший аргумент в пользу того, что барабанные палочки следует повесить навсегда. Если прыжок Mod Sun от пост-хардкора к рэпу кажется неискренним, он достаточно смел и отважен, чтобы пригласить большинство нынешних конкурентов (Machine Gun Kelly, G-Eazy, Riff Raff и других) на свой дебютный альбом для удобства сравнений. Хиппи-хоп — термин, вызывающий отвращение, но дебютный образец Mod Sun — это все же отпуск, который стоит взять».

## Список композиций
| №                   | Название                                                     | Длительность |
| ------------------- | ------------------------------------------------------------ | ------------ |
| 1.                  | «Look Up»                                                    | 0:49         |
| 2.                  | «Headed Home»                                                | 3:42         |
| 3.                  | «Free Love»                                                  | 3:22         |
| 4.                  | «Goddess» (при участии G-Eazy)                               | 3:14         |
| 5.                  | «Did It Again Last Night»                                    | 1:06         |
| 6.                  | «Howlin' At The Moon»                                        | 3:38         |
| 7.                  | «My Hippy» (при участии Dizzy Wright)                        | 4:11         |
| 8.                  | «Shoot ‘Em Down» (при участии Machine Gun Kelly & Blackbear) | 3:15         |
| 9.                  | «My Favorite Shirt Is My Skin»                               | 2:12         |
| 10.                 | «Never Quit» (при участии Трэвиса Баркера)                   | 3:10         |
| 11.                 | «1970»                                                       | 2:22         |
| 12.                 | «Not That Bad» (при участии Jody Highroller)                 | 3:52         |
| 13.                 | «Modivation»                                                 | 2:03         |
| 14.                 | «Mushrooms»                                                  | 2:51         |
| 15.                 | «Same Way Pt. 2»                                             | 4:04         |
| Общая длительность: | Общая длительность:                                          | 43:51        |

| №                   | Название                     | Длительность |
| ------------------- | ---------------------------- | ------------ |
| 16.                 | «Did I Ever Wake Up?, Pt. 1» | 9:59         |
| 17.                 | «Did I Ever Wake Up?, Pt. 2» | 8:33         |
| 18.                 | «Did I Ever Wake Up?, Pt. 3» | 9:58         |
| 19.                 | «Did I Ever Wake Up?, Pt. 4» | 9:58         |
| 20.                 | «Did I Ever Wake Up?, Pt. 5» | 9:59         |
| Общая длительность: | Общая длительность:          | 1:32:18      |

## Чарты
| Чарт (2015)                            | Высшая позиция |
| -------------------------------------- | -------------- |
| США (Billboard 200)                    | 120            |
| США (Billboard Top Alternative Albums) | 6              |
| США (Billboard Top R&B/Hip-Hop Albums) | 13             |
| США (Billboard Independent Albums)     | 7              |
| США (Billboard Top Heatseekers Albums) | 1              |